# Баранюк Володимир Анатолійович
Володи́мир Анато́лійович Бараню́к — український офіцер, полковник Збройних сил України. Герой України (19 березня 2022).

## З життєпису
2000 року призначений командиром взводу 1-ї окремої бригади морської піхоти в Криму.
Станом на 2014 рік був заступником командира 1-го окремого батальйону морської піхоти у Феодосії.
Станом на квітень 2015 року — командир батальйону морської піхоти.
Станом на листопад 2020 року — заступник командира окремої бригади морської піхоти.
Станом на вересень 2021 року та березень 2022 року — командир 36-ї бригади морської піхоти.
11 квітня 2022 року бойова група 36-ї окремої бригади морської піхоти на чолі з командиром бригади Героєм України полковником Володимиром Баранюком колоною техніки пішла на прорив з блокадного Маріуполя у північному напрямку, щоб перейти лінію фронту та з'єднатися з основними силами ЗС України. Унаслідок вогневого ураження колона розсіялася, українські військовики далі виходили пішим порядком. Доля більшості морпіхів із групи, що вирушила на прорив, зокрема комбрига Володимира Баранюка, після ранку 11 квітня залишається невідомою. Із оточення вийшли щонайменше 4 танки (3 — ЗСУ, 1 — НГУ) з екіпажами та особовим складом на броні.
Російські джерела повідомили про знайдені особисті речі й зброю, які могли належати Баранюку, та про його ймовірну загибель.
Від 13 квітня командування підрозділами 36 бригади в Маріуполі передане майору Волинському.
Проте 8 травня 2022 року агентство РИА Новости повідомило, що Баранюк та начальник штабу 36-ї бригади полковник Дмитро Кормянков живі й перебувають у полоні у збройних сил Російської Федерації. Опубліковано відео з допиту Баранюка, зроблене в одному з пунктів на території «ДНР».
8 травня, під час інтерв'ю по відеозв'язку із Маріуполя, командир полку «Азов» підполковник НГУ Денис Прокопенко заявив, що Баранюк відмовився виконувати наказ командування залишатися на позиціях у Маріуполі й самостійно ухвалив рішення у складі групи танків і бронемашин прориватися з оточення. Таким чином полковник Баранюк потрапив у полон РФ.

## Нагороди
- Орден Богдана Хмельницького III ступеня (4 грудня 2014) — за особисту мужність і героїзм, виявлені у захисті державного суверенітету та територіальної цілісності України, вірність військовій присязі, високий професіоналізм та з нагоди Дня Збройних Сил України[8]
- Герой України з врученням ордена «Золота Зірка» (19 березня 2022) — за особисту мужність і героїзм, виявлені у захисті державного суверенітету та територіальної цілісності України, вірність військовій присязі[1][9][10]

## Відео
- Штурм морпіхів в Феодосії. Стріляли бойовими, вибили ворота БТРом – Володимир Баранюк на YouTube

| Емблема Збройних сил України | Це незавершена стаття про військового чи військову Збройних сил України. Ви можете допомогти проєкту, виправивши або дописавши її. |